# Monety kolekcjonerskie III RP w 2024
W 2024 r. Narodowy Bank Polski wyemitował 23 monety kolekcjonerskie, 18 srebrnych i 3 złote oraz dwie okolicznościowe pięciozłotówki z serii Odkryj Polskę.

## Spis monet
| Moneta                                                                                | Nominał     | Stop                    | Średnica (mm) | Masa (g) | Nakład | Data emisji     | Projektant                           | Wizerunek   |
| ------------------------------------------------------------------------------------- | ----------- | ----------------------- | ------------- | -------- | ------ | --------------- | ------------------------------------ | ----------- |
| Banknot o nominale 20 zł Seria: Polskie banknoty obiegowe                             | 20 złotych  | Au 999                  | 50 × 25       | 31,10    | 1 500  | 23 stycznia     | Robert Kotowicz                      | awersrewers |
| Mjr Henryk Dobrzański „Hubal”                                                         | 10 złotych  | Ag 999                  | 32            | 31,10    | 10 000 | 13 lutego       | Dobrochna Surajewska                 | awersrewers |
| Mjr Henryk Dobrzański „Hubal”                                                         | 10 złotych  | Wysoki relief           |               |          |        |                 |                                      |             |
| Pamięci Rodziny Ulmów                                                                 | 50 złotych  | Ag 999                  | 45            | 62,20    | 5 000  | 22 lutego       | Robert Kotowicz                      | awersrewers |
| Pamięci Rodziny Ulmów                                                                 | 50 złotych  | Oksyda, bursztyn        |               |          |        |                 |                                      |             |
| Stanisław Szendzielarz „Łupaszka” Seria: Wyklęci przez komunistów żołnierze niezłomni | 10 złotych  | Ag 925                  | 32            | 14,14    | 10 000 | 27 lutego       | Dobrochna Surajewska                 | awersrewers |
| Stanisław Szendzielarz „Łupaszka” Seria: Wyklęci przez komunistów żołnierze niezłomni | 10 złotych  | Tampondruk              |               |          |        |                 |                                      |             |
| 25. rocznica wstąpienia Polski do NATO                                                | 10 złotych  | Ag 925                  | 32            | 14,14    | 10 000 | 7 marca         | Robert Kotowicz                      | awersrewers |
| 100. rocznica utworzenia Banku Polskiego SA                                           | 10 złotych  | Ag 999                  | 32            | 31,10    | 11 000 | 11 kwietnia     | Dominika Karpińska-Kopiec            | awersrewers |
| 100. rocznica utworzenia Banku Polskiego SA                                           | 10 złotych  | Wysoki relief           |               |          |        |                 |                                      |             |
| 100. rocznica wprowadzenia złotego do obiegu                                          | 1 złoty     | Ag 999                  | 40 × 40       | 28,28    | 10 000 | 25 kwietnia     | Urszula Walerzak                     | awersrewers |
| 100. rocznica wprowadzenia złotego do obiegu                                          | 1 złoty     | Selektywne złocenie     |               |          |        |                 |                                      |             |
| 230. rocznica insurekcji kościuszkowskiej                                             | 50 złotych  | Ag 999                  | 32 × 50       | 62,20    | 6 000  | 14 maja         | Dobrochna Surajewska                 | awersrewers |
| 230. rocznica insurekcji kościuszkowskiej                                             | 50 złotych  | Wysoki relief           |               |          |        |                 |                                      |             |
| 230. rocznica insurekcji kościuszkowskiej                                             | 100 złotych | Au 900                  | 21            | 8        | 1 200  | 14 maja         | Dominika Karpińska-Kopiec            | awersrewers |
| Polska wolna i suwerenna Seria: W Polskę wierzę                                       | 10 złotych  | Ag 925                  | 32            | 14,14    | 10 000 | 28 maja         | Urszula Walerzak                     | awersrewers |
| Polska wolna i suwerenna Seria: W Polskę wierzę                                       | 10 złotych  | Druk UV                 |               |          |        |                 |                                      |             |
| Słowacka mniejszość narodowa w Polsce                                                 | 10 złotych  | Ag 999                  | 32            | 14,14    | 10 000 | 12 czerwca      | Dominika Karpińska-Kopiec            | awersrewers |
| 80. rocznica operacji Armii Krajowej „Ostra Brama”                                    | 10 złotych  | Ag 999                  | 32            | 14,14    | 10 000 | 25 czerwca      | Sebastian Mikołajczak                | awersrewers |
| 160. rocznica śmierci Romualda Traugutta                                              | 10 złotych  | Ag 999                  | 32            | 31,10    | 10 000 | 23 lipca        | Paulina Kotowicz                     | awersrewers |
| 160. rocznica śmierci Romualda Traugutta                                              | 10 złotych  | Wysoki relief           |               |          |        |                 |                                      |             |
| 160. rocznica śmierci Romualda Traugutta                                              | 200 złotych | Au 900                  | 27            | 15,50    | 1 200  | 23 lipca        | Dobrochna Surajewska                 | awersrewers |
| Grosz z miedzi krajowej Stanisława Augusta Seria: Historia Monety Polskiej            | 20 złotych  | Ag 925                  | 38,61         | 28,28    | 10 000 | 7 sierpnia      | Dominika Karpińska-Kopiec            | awersrewers |
| Grosz z miedzi krajowej Stanisława Augusta Seria: Historia Monety Polskiej            | 20 złotych  | Selektywne platerowanie |               |          |        |                 |                                      |             |
| Pamięci więźniów warszawskiego Pawiaka                                                | 10 złotych  | Ag 999                  | 32            | 14,14    | 10 000 | 21 sierpnia     | Grzegorz Pfeifer                     | awersrewers |
| Pamięci więźniów warszawskiego Pawiaka                                                | 10 złotych  | Selektywne złocenie     |               |          |        |                 |                                      |             |
| Ofiarom obozu koncentracyjnego Stutthof                                               | 10 złotych  | Ag 999                  | 32            | 14,14    | 10 000 | 27 sierpnia     | Paweł Pietras                        | awersrewers |
| 100-lecie utworzenie Korpusu Ochrony Pogranicza                                       | 10 złotych  | Ag 999                  | 32            | 14,14    | 10 000 | 10 września     | Sebastian Mikołajczak                | awersrewers |
| 100-lecie utworzenie Korpusu Ochrony Pogranicza                                       | 10 złotych  | Druk UV                 |               |          |        |                 |                                      |             |
| Głogów Seria: Polskie Termopile                                                       | 20 złotych  | Ag 925                  | 38,61         | 28,28    | 10 000 | 17 października | Urszula Walerzak Kajetan Karkuciński | awersrewers |
| Henryk Flame „Bartek” Seria: Wyklęci przez komunistów żołnierze niezłomni             | 10 złotych  | Ag 925                  | 32            | 14,14    | 10 000 | 14 listopada    | Dobrochna Surajewska                 | awersrewers |
| Henryk Flame „Bartek” Seria: Wyklęci przez komunistów żołnierze niezłomni             | 10 złotych  | Tampondruk              |               |          |        |                 |                                      |             |
| ks. Władysław Gurgacz „Sem” Seria: Wyklęci przez komunistów żołnierze niezłomni       | 10 złotych  | Ag 925                  | 32            | 14,14    | 10 000 | 14 listopada    | Dobrochna Surajewska                 | awersrewers |
| ks. Władysław Gurgacz „Sem” Seria: Wyklęci przez komunistów żołnierze niezłomni       | 10 złotych  | Tampondruk              |               |          |        |                 |                                      |             |